# 반스카비스트리차구

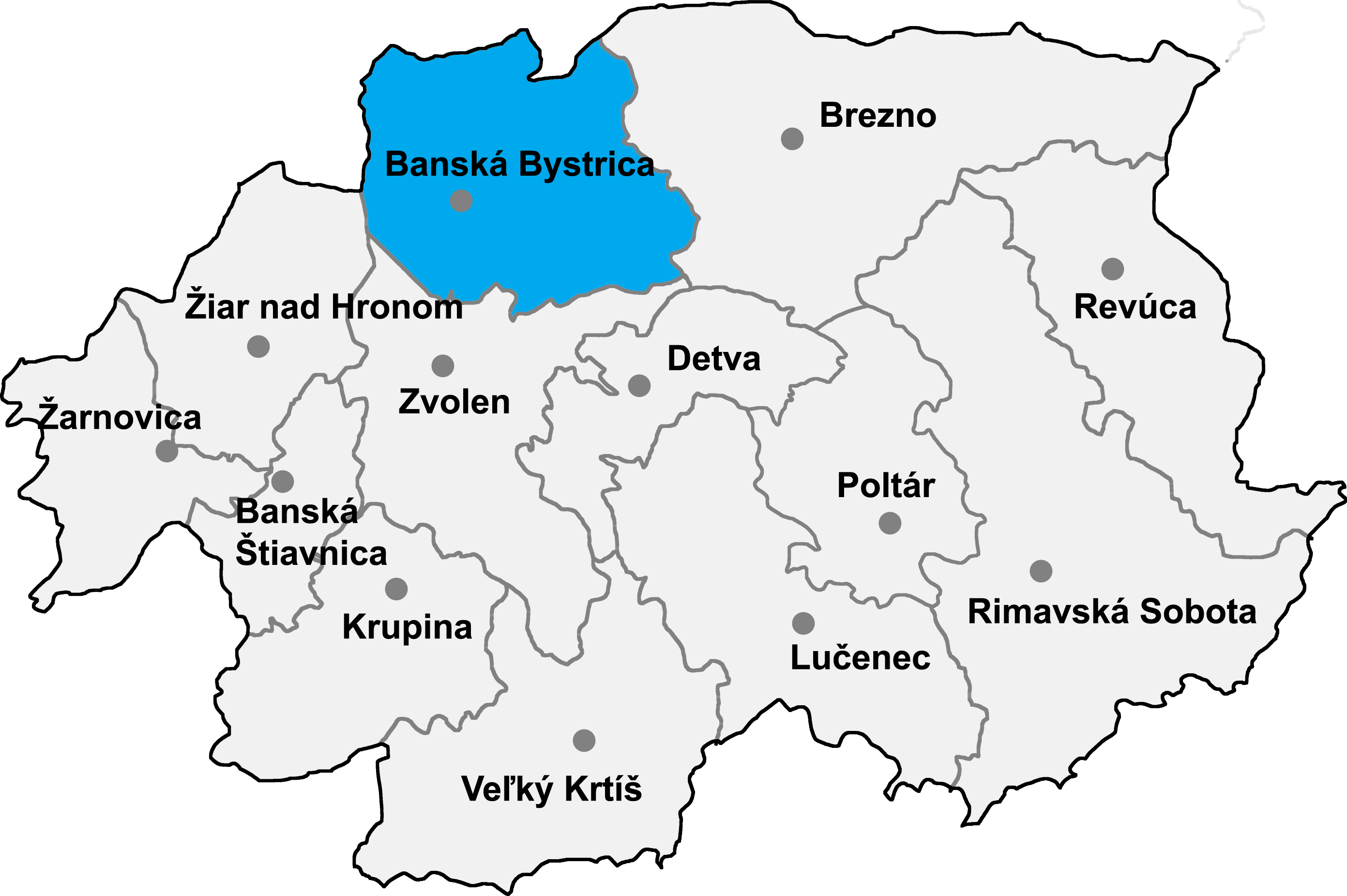
반스카비스트리차구의 위치

반스카비스트리차구(슬로바키아어: Okres Banská Bystrica)는 슬로바키아 반스카비스트리차주를 구성하는 13개 구 가운데 하나로 행정 중심지는 반스카비스트리차이며 면적은 809.43km2, 인구는 111,018명(2014년 기준), 인구 밀도는 137.16명/km2이다.
반스카비스트리차주 북부에 위치하며 42개 지방 자치체(1개 시, 41개 마을)를 관할한다. 북서쪽으로는 질리나주 투르치안스케테플리체구, 북쪽으로는 질리나주 마르틴구, 루좀베로크구, 동쪽으로는 브레즈노구, 즈볼렌구, 서쪽으로는 지아르나트흐로놈구와 접한다.